# Петровка (Приморский край)
Петро́вка — село, входящее в состав городского округа Большой Камень (Россия, Приморский край).

## История
В 1884 году, в долине реки Петровка, поселились крестьяне-переселенцы, первым из них был Никита Алексеевич Васьков, и его принято считать основателем села. На 1 января 1891 года в нем было 255 жителей, при 37 дворах. А уже к середине 1915 года население Петровки составляло 1208 человек, в том числе 300 китайских и корейских поданных, и она являлась центром Петровской волости Ольгинского уезда. В годы Гражданской войны было базой партизанского отряда В. П. Сосиновича, часто село посещал отряд М. А. Аникеева-Анисимова.
12 августа 1923 года село посетил председатель ЦИК СССР Михаил Иванович Калинин. Кроме Петровки, он выступил только во Владивостоке и Никольск-Уссурийском. Это единственный случай посещения Шкотовского района руководителями столь высокого ранга.
В начале 1929 года была создана коммуна Нижегородской Краснознаменной дивизии имени «Девятого января 1905 года», реорганизованная в 1933 году в колхоз имени М. И. Калинина. К 50-летию Октября в 1967 году построена неполная средняя школа МБОУ ООШ № 27, часть здания которой сейчас занимает Досуговый центр.

## Население
| \| 1891[8] \| 1896[9] \| 1900[10] \| 1912[10] \| 1915[11] \| 1926[12] \| 2002[13] \| \| -------- \| ------- \| -------- \| -------- \| -------- \| -------- \| -------- \| \| 253 \| ↗371 \| ↗506 \| ↗863 \| ↗1122 \| ↗1452 \| ↘819 \| \| 2010[14] \| 2021[1] \| \| \| \| \| \| \| ↗977 \| ↗1329 \| \| \| \| \| \| | 250 500 750 1000 1250 1500 1912 2021 |      |      |       |       |      |
| 1891 | 1896                                 | 1900 | 1912 | 1915  | 1926  | 2002 |
| 253 | ↗371                                 | ↗506 | ↗863 | ↗1122 | ↗1452 | ↘819 |
| 2010 | 2021                                 |      |      |       |       |      |
| ↗977 | ↗1329                                |      |      |       |       |      |

## Достопримечательности

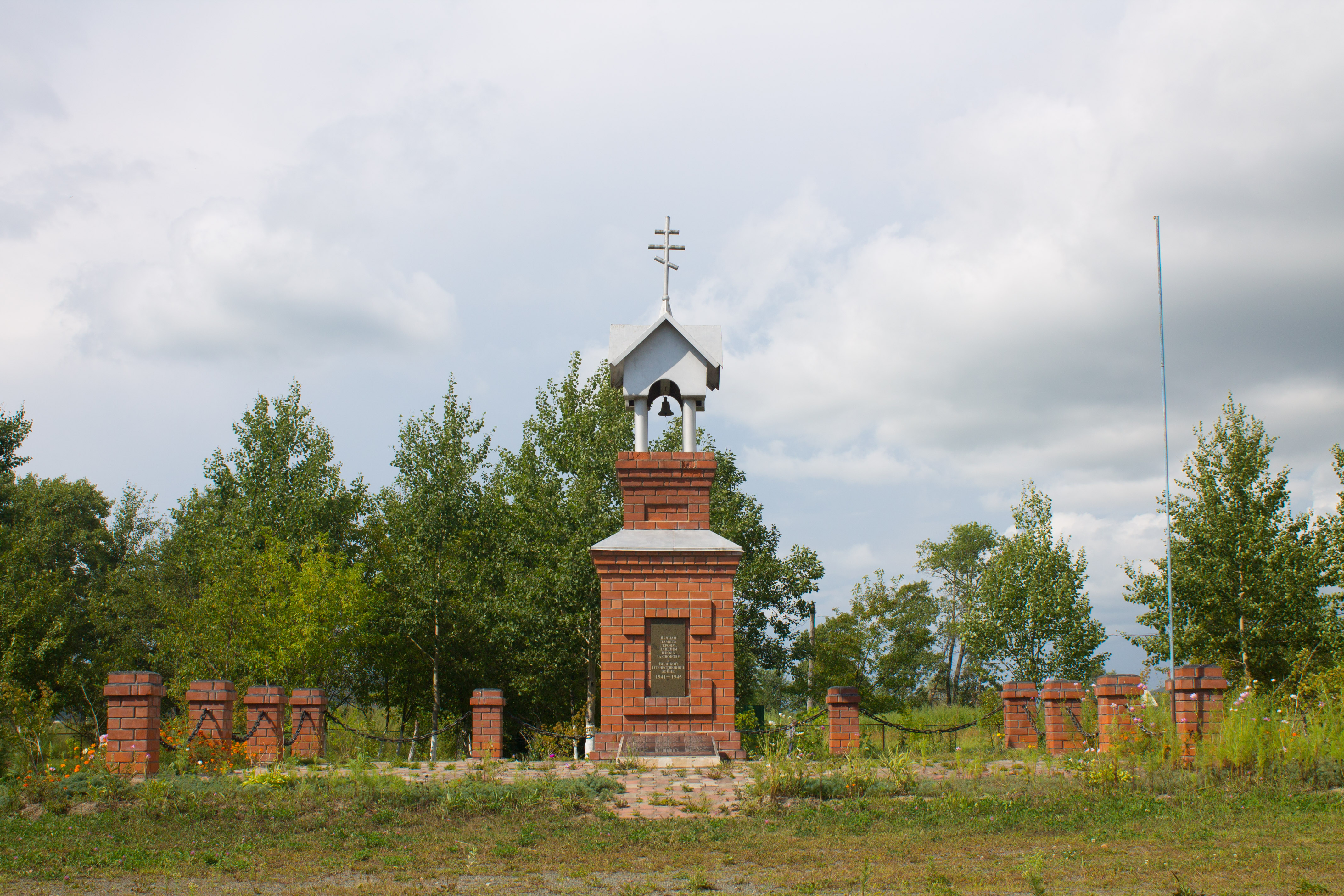
Памятник жителям села Петровка, погибшим на фронтах Великой Отечественной войны 1941—1945 гг.

- Памятник жителям села Петровка, погибшим на фронтах Великой Отечественной войны 1941—1945 гг. (открыт в июне 2002 года).

## Известные уроженцы
- Кузнецов, Александр Константинович (1959 год — 6 июня 2019 года) — советский и российский актёр, сценарист и театральный педагог.